# Phil Coulson
Phillip J. „Phil“ Coulson ist eine fiktive Figur von Marvel, welche ursprünglich für das Marvel Cinematic Universe erschaffen wurde und später aufgrund ihrer Popularität in die Mainstream-Comics von Marvel übernommen wurde. Bei der im MCU von Clark Gregg dargestellten Figur handelt es sich um einen hochrangigen Agenten der fiktiven Geheimorganisation S.H.I.E.L.D. Erschaffen wurde der Charakter von Mark Fergus, Hawk Ostby, Art Marcum und Matt Holloway.

## Charakterisierung
Phillip Coulson wurde am 8. Juli 1964 in Manitowoc (Wisconsin) als Sohn und Einzelkind von Robert und Julie Coulson geboren, weshalb er sich stets einen kleineren Bruder gewünscht hatte. Er wuchs als großer Fan von Peggy Carter und Captain America auf und spielte Baseball in der Little League. Sein Vater brachte ihm das Basteln an Autos nah und gemeinsam arbeiteten sie an einer roten Chevrolet Corvette, die Phil bis heute besitzt und Lola nennt. Seinen Vater verlor er bereits in jungen Jahren und seine Mutter ist heute ebenso verstorben. Nach der High School, während er am College Geschichte studierte und herausfand wie S.H.I.E.L.D. die Geschichte oft änderte, wurde er von der Organisation rekrutiert und lernte zusammen mit Agent John Garrett (Der Hellseher) von Nick Fury, der als ihr beaufsichtigender Offizier fungierte.
Coulson ist ein in zahlreichen Kampfkünsten ausgebildeter S.H.I.E.L.D.-Agent und ein kompetenter Logistikspezialist, der taktische Situationen beurteilt und Geräte sowie Personal nach Bedarf implementiert. Als Experte der Analyse ist er in der Lage, mögliche Szenarien schnell zu erkennen und dementsprechend klug zu handeln. Sein Leben widmet er seiner Arbeit bei S.H.I.E.L.D., welches er bereits im Jahr 2012 verlor, woraufhin er wieder ins Leben zurückgeholt wurde. Coulson ist ein sanftmütiger und sentimentaler Mensch, der in einer Zeit der fortschrittlichsten Technik die einfachen Mittel von früher schätzt und auch sammelt. Heute besitzt Coulson eine kybernetisch-prothetische Hand, welche über immense Kraft und Hilfsmittel verfügt.

## Veröffentlichungen

### Realverfilmungen
Die Figur Agent Coulson wurde im Film Iron Man (2008) eingeführt, in welchem er mehrfach versucht, Tony Stark (Iron Man) über dessen erstaunliche Flucht aus der Gefangenschaft von Terroristen mit seiner selbstgebauten High-Tech-Rüstung zu befragen. Coulson ist einer von mehreren Agenten, die Tonys Assistentin Virginia „Pepper“ Potts begleiten, um Obadiah Stane (Iron Monger) in einem Labor von Stark Industries zu verhaften, nachdem dessen kriminelle Aktivitäten offenbart wurden. Am Ende des Films weist Coulson Tony an, auf einer Pressekonferenz eine vorbereitete Stellungnahme der Geschehnisse zu verlesen, in der er jegliche Verwicklungen in die Aktivitäten Iron Mans abstreiten soll, aber stattdessen Tony offenbart, dass er selbst Iron Man ist.
In Iron Man 2 (2010) wird Coulson zur Überwachung von Tony Starks kurzzeitigem Hausarrest durch S.H.I.E.L.D. abkommandiert, bis er beauftragt wird, einen Vorfall in New Mexico zu untersuchen. In der Post-Credit-Szene trifft Coulson, der zuvor von Starks Hausarrest abgezogen worden war, in der Wüste von New Mexico an der Fundstelle eines Hammers ein; diese Szene ist ein Cliffhanger für den nächsten Film der Marvel Cinematic Universe-Reihe namens Thor.
Im Film Thor (2011) wird der Donnergott Thor Odinson von seinem Vater auf die Erde verbannt, welcher ihm seine Kraft und seinen Hammer Mjolnir mit einem Zauber belegt. Der Hammer landet ebenfalls auf der Erde und lässt sich nur von jemandem heben, der sich als ihm „würdig“ erweist. Phil Coulson lässt den Fundort absichern. Thor verschafft sich heimlich Zugang zur abgeriegelten Fundstelle, ist jedoch ebenfalls nicht in der Lage, den Hammer zu heben. Daraufhin lässt er sich widerstandslos von S.H.I.E.L.D. in Gewahrsam nehmen und von Coulson verhören. Im weiteren Verlauf des Films entsendet Thors Halbbruder Loki den sogenannten „Destroyer“ auf die Erde und Coulson fragt seinen Kollegen Agent Jasper Sitwell, ob dieser „einer von Stark“ sei. Am Ende des Films teilt Thor ihm mit, dass er ihn vom heutigen Tage an zu seinen Verbündeten zählen kann, wenn er die im Vorfeld durch S.H.I.E.L.D. beschlagnahmten Forschungsunterlagen von der Astrophysikerin Jane Foster und ihrem Mentor Dr. Erik Selvig, wieder aushändigt.
Auch in Marvel’s The Avengers (2012) schlüpfte Clark Gregg wieder in die Rolle von Phil Coulson. Im Film beauftragt er die Agentin Natascha Romanoff (Black Widow) Dr. Bruce Banner (Hulk) für die Rächer-Initiative zu rekrutieren und teilt Steve Rogers (Captain America) später mit, dass er anwesend war als man ihn nach 70 Jahren im Jahr 2011 aus dem Kälteschlaf befreit hat. Im Verlauf des Films wird Coulson von Loki bei dem Versuch, Thor vor diesem zu retten, mit einem Zepter durch das Herz gestochen und getötet. Durch die Nachricht von Coulsons Tod gelingt es den einst uneinigen Avengers, zusammenzuarbeiten und Loki und die durch Thanos entsandten Chitauri aufzuhalten.
In Captain Marvel (2019) unterstützt Phil Coulson, frisch von S.H.I.E.L.D rekrutiert, Mitte der 1990er Jahre seinen Vorgesetzten Agent Nick Fury bei dessen Mission. Dieser unterstützt die mächtige Kree-Vertreterin Carol Danvers alias Vers (Captain Marvel) bei der Erkundung ihrer eigenen Vergangenheit. Gleichzeitig versuchen sie, den Krieg zwischen den Alien-Rassen der Kree und den Skrulls zu beenden.

### One-Shots
Neben den Spielfilmen des MCU wurden fünf Kurzfilme namens Marvel One-Shots produziert, in denen es sich in zwei Kurzfilmen um die Arbeit von Agent Coulson dreht. Sie wurden mit den jeweiligen Blu-rays der Kinofilme veröffentlicht.
Marvel Einstellung: Der Berater (2011): Agent Coulson und Agent Sitwell unterhalten sich über die Rächer-Initiative, da der Weltsicherheitsrat fordert, dass Emil Blondsky (Abomination) Teil des Teams wird. Nick Fury möchte dies vermeiden und so hecken die beiden Agenten einen Plan aus. Sie schicken Tony Stark zu Lieutenant General Thaddeus „Thunderbolt“ Ross (in der letzten Szene des Films Der unglaubliche Hulk zu sehen) in der Hoffnung, dass der Deal dann platzt. Ihr Plan hat Erfolg und General Ross weigert sich, Abomination zu den Avengers zu schicken.
Marvel Einstellung: Etwas Lustiges geschah auf dem Weg zu Thors Hammer (2011):
Agent Phil Coulson ist auf dem Weg zu Thors Hammer in New Mexico. In einer Tankstelle will er sich einen Snack kaufen, während die Tankstelle von zwei Gangstern überfallen wird. Sie wollen Phils Autoschlüssel, woraufhin er sie ihnen aushändigt. Zudem gibt er ihnen seine Pistole. Unmittelbar darauf bewirft er einen der Gangster mit Mehl und setzt im Anschluss beide außer Gefecht. Coulson bezahlt an der Kasse und fährt weiter.

### Fernsehserie

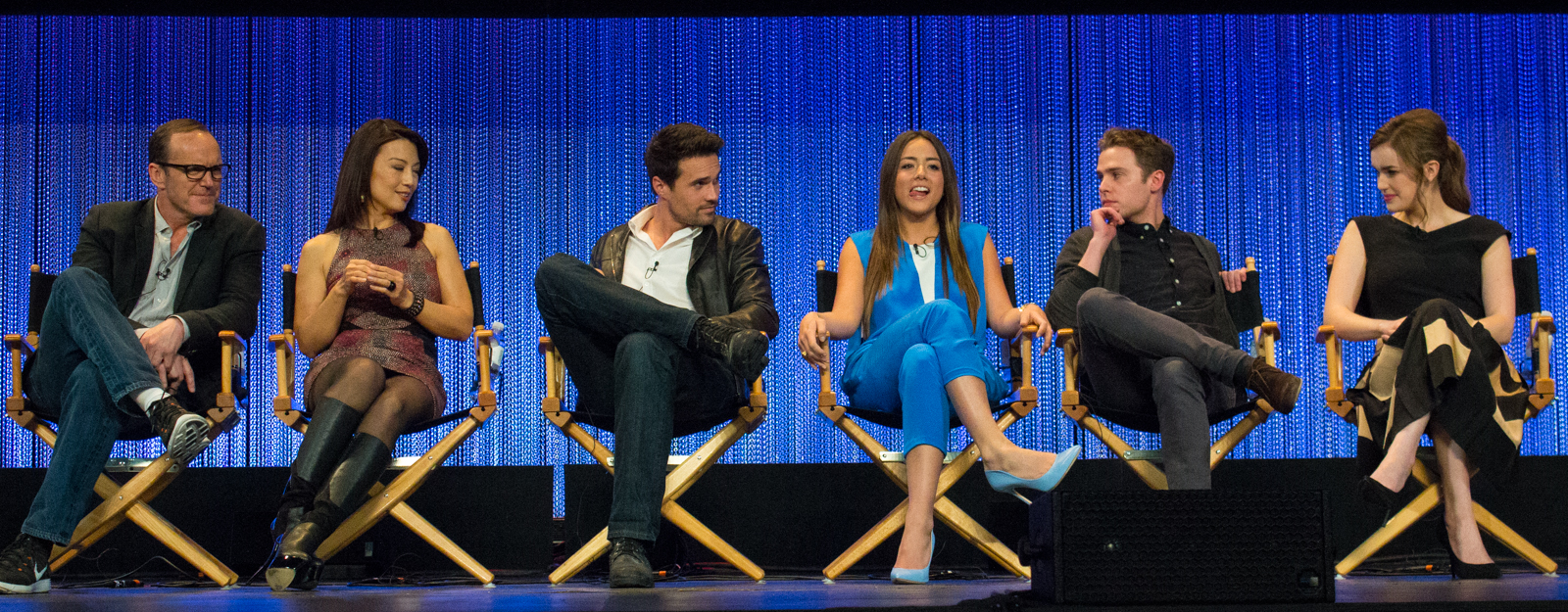
Die Hauptbesetzung bei dem PaleyFest im März 2014

Von 2013 bis 2020 wurde beim US-Sender ABC unter dem Titel Agents of S.H.I.E.L.D. eine im gleichen fiktiven Universum angesiedelte Fernsehserie über die Organisation S.H.I.E.L.D. in sieben Staffeln produziert. Die erste Staffel spielt dabei nach Marvel’s The Avengers, und die Serie knüpft im Laufe der Staffeln an die Ereignisse von Iron Man 3 (2013), The Return of the First Avenger (2014), Avengers: Age of Ultron (2015), The First Avenger: Civil War (2016) und Avengers: Infinity War (2018) an.
- Die Serie zeigt unter anderem auf, dass Agent Coulson vor seiner Ermordung für ein Projekt namens T.A.H.I.T.I. verantwortlich war, das dazu gedacht war, einen potentiellen toten Avenger wieder zum Leben zu erwecken, indem man ihm ein Medikament – entwickelt aus dem Blut eines alten Leichnams eines Krees – injiziert; allerdings haben Testpatienten Psychosen entwickelt, so dass Coulson das Projekt heruntergefahren hatte. Nach Coulsons Ermordung durch Loki hat S.H.I.E.L.D.-Direktor Nick Fury ihn trotz der Risiken mit T.A.H.I.T.I. zurück ins Leben geholt und Coulsons Erinnerungen an das Projekt ersetzt, damit er gesund weiter leben konnte.[8]
- Im Verlauf der Serie wird HYDRA im Inneren von S.H.I.E.L.D. enttarnt und zerstört. Fury ernennt Coulson zum neuen Direktor von S.H.I.E.L.D. und fordert von ihm einen besseren Wiederaufbau der Organisation.
- Coulson kämpft im Verlauf der Serie gegen die Hydra-Unterstützer Cybertek Industries und gegen die terroristische Gruppe Watchdogs. Während dieser Ereignisse verliebt sich Coulson in die Leiterin der A.T.C.U. (Advanced Threat Containment Unit) namens Rosalind Price, bevor diese von dem ehemaligen und später verfeindeten S.H.I.E.L.D.-Agent Grant Ward getötet wird.
- Während einer Bedrohung durch eine Gruppierung der sogenannten Inhumans wird Coulson die linke Hand abgeschlagen, und er erhält durch den Technik-Spezialisten Agent Leopold „Leo“ Fitz eine kybernetisch-prothetische Hand, welche über immense Kraft und technische Hilfsmittel verfügt.
- Aufgrund von Schuldgefühlen für seine Rachetötung an Grant Ward und einer daraus entstandenen weltweiten Bedrohung durch den mächtigsten aller Inhumans namens Hive, tritt Coulson als Direktor von S.H.I.E.L.D. zurück und wird durch den äußerst starken vermeintlichen Inhuman Jeffrey Mace ersetzt. Nach der Offenbarung, dass Mace nicht wirklich ein Inhuman ist, kehrt Coulson zur Position des Direktors de facto zurück, während Mace de jure Direktor bleibt.
- Coulson wird zeitweilig von dem transhumanistischen Wissenschaftler Holden Radcliffe und der von ihm erschaffenen und mit künstlicher Intelligenz ausgestatteten Androidin namens AIDA in einer selbst erschaffenen fiktiven, Framework genannten Welt gefangen, in der er als Geschichtslehrer lebte. Durch einen Deal mit Roberto „Robbie“ Reyes übernahm Coulson kurzzeitig dessen Part als Ghost Rider, um AIDA zerstören zu können.
- Coulson und sein Team werden von dem Chronicom namens Enoch in eine mögliche Zukunft im Jahr 2091 gesandt, in der die Erde zerstört wurde und die letzten überlebenden Menschen in einer von den Kree errichteten Weltall-Basis beherrscht werden, um dann später in der Gegenwart diese vermeintliche Zukunft verändern zu können; dazu bezwingen Coulson und sein Team den mit dem gefährlichen Element namens Gravitonium in Kontakt gekommenen und dadurch übermenschlich stark und wahnsinnig gewordenen Glenn Talbot (Graviton).
- Durch die einstige Verbindung mit dem Ghost Rider beginnt Coulsons Körper seit längerer Zeit zu zerfallen, weshalb er sich im Beisein seiner Geliebten, der S.H.I.E.L.D.-Agentin Melinda May, auf Tahiti niederlässt und einen friedvollen Tod findet. Der S.H.I.E.L.D.-Agent Alphonso „Mack“ Mackenzie wird sein Nachfolger als Direktor von S.H.I.E.L.D.
- Während einer globalen Bedrohung durch ein dämonisches Wesen namens Izel und ihren Wirt einnehmenden Shrikes, taucht eine Person mit Coulsons Erscheinungsbild namens Sarge auf. Während dieser Bedrohung wird deutlich, dass Sarges physische Gestalt entstand, als Coulson während einer früheren Mission die von S.H.I.E.L.D. genannte Angstdimension betrat und dort durch die Energie von drei Monolithen, auch genannt Di'Allas, sein genetisches und optisches Ebenbild mit wenigen Erinnerungen an sich selbst erschaffen wurde. Diese physische Gestalt wurde von Izels Artgenossen- und Geliebten namens Pachakutiq eingenommen, um mit ihr gemeinsame Artgenossen zur Erde zu rufen und menschliche Wirte einnehmen zu können. Diese Bedrohung, sowie Sarges physische Gestalt wurde von S.H.I.E.L.D. eliminiert.
- Mithilfe des Chronicoms Enoch reisen S.H.I.E.L.D.-Agenten in der Zeit zurück in das Jahr 1931 um die Übernahme der Erde durch Chronicoms verhindern zu können, nachdem Izel deren Heimatplanet auslöschte.[9] Als notwendige Unterstützung wurde von Enoch mittels Hilfe von Chronicom-Hardware eine Kopie von Coulson in Form eines Androids erschaffen, welche alle seine Erinnerungen und implantiertes Wissen über alles, was nach seinem Tod geschah, beinhaltet.

### Webserie
Im Dezember 2016 wurde das Web-Spin-off Marvel’s Agents of S.H.I.E.L.D.: Slingshot veröffentlicht. Die Serie spielt kurz nach den Ereignissen aus Staffel 3 der Serie Marvel’s Agents of S.H.I.E.L.D. und konzentriert sich auf Elena „Yo-Yo“ Rodriguez (S.H.I.E.L.D. Agentin & und ein Inhuman), die in den Marvel-Comics auch als „Slingshot“ bekannt ist. In der ersten Episode der Serie trifft Elena in einer Rückblende auf Phil Coulson während er sein Büro ausräumt, nachdem er als Direktor von S.H.I.E.L.D. zurückgetreten ist.

### Zeichentrick-Adaptionen
- Die Disney-XD-Zeichentrickserie namens Die Avengers – Die mächtigsten Helden der Welt (Originaltitel: The Avengers: Earth’s Mightiest Heroes) aus den Jahren 2010–2012, wird aus der Perspektive von Phil Coulson erzählt.
- In der im März 2012 veröffentlichten 16. Episode der 2. Staffel von Iron Man – Die Zukunft beginnt (Originaltitel: Iron Man: Armored Adventures), tritt Phil Coulson in Erscheinung.
- Phil Coulson ist eine stark vertretene Figur in den ersten beiden Staffeln der Serie Der ultimative Spider-Man (2012–2017). Er wird zur besseren Aufsicht von Spider-Man als Direktor von Peters Schule eingesetzt und im Laufe der Geschichte gehen er und May Parker eine Beziehung miteinander ein.
- Phil Coulson tritt in der Serie Marvel Disk Wars: The Avengers (2014–2015) in Erscheinung.

### Comic-Adaptionen
- Phil Coulson erschien in der 6. Ausgabe der Comic-Miniserie Battle Scars (April 2012) erstmals in einem Marvel Comic.
- Phil Coulson ist seit 2013 in der Comic-Serie Secret Avengers vertreten.
- Phil Coulson war im Jahr 2014 erstmals in der Comic-Serie Thor: God of Thunder vertreten.
- Phil Coulson erschien 2014 in der sechsteiligen Ultimate FF-Ausgabe von der Comic-Serie Die Ultimativen Fantastic Four.

### Spiele
- Phil Coulson erscheint als spielbarer Charakter im Massively Multiplayer Online Game Marvel Super Hero Squad Online aus dem Jahr 2011
- Phil Coulson erscheint im Social Network Game Marvel: Avengers Alliance aus dem Jahr 2012
- Phil Coulson erscheint im Videospiel Marvel Heroes aus dem Jahr 2013
- Phil Coulson erscheint als spielbarer Charakter im Videospiel Lego Marvel Super Heroes aus dem Jahr 2013
- Phil Coulson erscheint im Massively Multiplayer Online Game Marvel: Avengers Alliance Tactics aus dem Jahr 2014
- Phil Coulson erscheint als spielbarer Charakter im Videospiel Marvel: Future Fight aus dem Jahr 2015
- Phil Coulson erscheint im Social Network Game Marvel: Avengers Alliance 2 aus dem Jahr 2016
- Phil Coulson erscheint im Videospiel Lego Marvel's Avengers aus dem Jahr 2016
- Phil Coulson erscheint als spielbarer Charakter im Mobile Game Marvel Avengers Academy aus dem Jahr 2016
- Phil Coulson erscheint als spielbarer Charakter im Videospiel Marvel Puzzle Quest aus dem Jahr 2016